# 花箨唐竹
花箨唐竹（学名：Sinobambusa striata）为禾本科唐竹属下的一个种。其种加词“striata”意为“有条纹的”。
现接受名为棚竹（Indosasa longispicata W.Y.Hsiung & C.S.Chao, 1983）。